# A Poor Relation (film 1915)
A Poor Relation è un cortometraggio muto del 1915. Il nome del regista non viene riportato nei credit del film che, prodotto dalla Biograph, si basa su un lavoro teatrale di Sol Smith Russell, un popolare attore di teatro della seconda metà dell'Ottocento.

## Produzione
Il film fu prodotto dalla Biograph Company.

## Distribuzione
Distribuito dalla General Film Company, il film - un cortometraggio in tre bobine - uscì nelle sale cinematografiche statunitensi l'8 dicembre 1915.